# Цар Давид (филм)
„Цар Давид“ (на английски: King David) е американски библейски епичен филм от 1985 г., разказващ историята на Давид, третият цар на Израел, както се разказва в Танаха. Режисьор е Брус Берсфорд, по сценарий на Андрю Бъркин и Джеймс Костиган, главната роля се изпълнява от Ричард Гиър. Другият актьорски състав се състои от Едуард Удуърд, Алис Криге, Денис Куили, Шери Лунги, Хърд Хатфийлд, Джон Касъл, Джийн-Марк Бар, Кристофър Малкълм и Джина Белман.